# Davide Pagliarani
Davide Pagliarani (Rímini, 25 de outubro de 1970) é um sacerdote católico tradicionalista italiano e atual superior-geral da Fraternidade Sacerdotal São Pio X.

## Juventude e ministério
Pagliarani ingressou no Seminário de Flavigny, França, e foi ordenado sacerdote em 1996, em Écône, Suíça, por Dom Bernard Fellay, bispo da Fraternidade Sacerdotal São Pio X.
Seu primeiro destino foi o Priorado de Rimini, Itália, no qual foi vigário por 7 anos. Depois desse período, foi enviado para exercer seu apostolado como vigário em Singapura. O padre Pagliarani foi nomeado prior no ano seguinte e exerceu esse cargo até 2006. Foi então designado Superior do Distrito da Itália, cargo no qual esteve por seis anos. Em 2012, foi nomeado diretor do Seminário Nossa Senhora Corredentora. Além de seus encargos de direção do seminário, o padre lecionava as matérias de Atas do Magistério e Sagrada Escritura II.

## Superior-geral
Em 11 de julho de 2018, o 4º Capítulo-geral da FSSPX, que durou até 21 de julho de 2018, no Seminário São Pio X de Ecône (Suíça), elegeu o Padre Davide Pagliarani como superior-geral por doze anos, sucedendo o antigo superior, bispo Bernard Fellay, após dirigir durante 24 anos a Fraternidade. Depois de aceitar seu cargo, o eleito pronunciou a Profissão de fé e o Juramento antimodernista, obrigatório para as cerimônias da Igreja Católica desde 1910 até ser suprimido em 1967 por Paulo VI. Cada um dos membros presentes prometeu-lhe respeito e obediência, antes do canto do Te Deum em ação de graças. Junto com o superior-geral foram eleitos também os dois assistentes-gerais, o bispo da Fraternidade Dom Galarreta e o padre tradicionalista francês Christian Bouchacourt.